# Feria de las 2 Ruedas

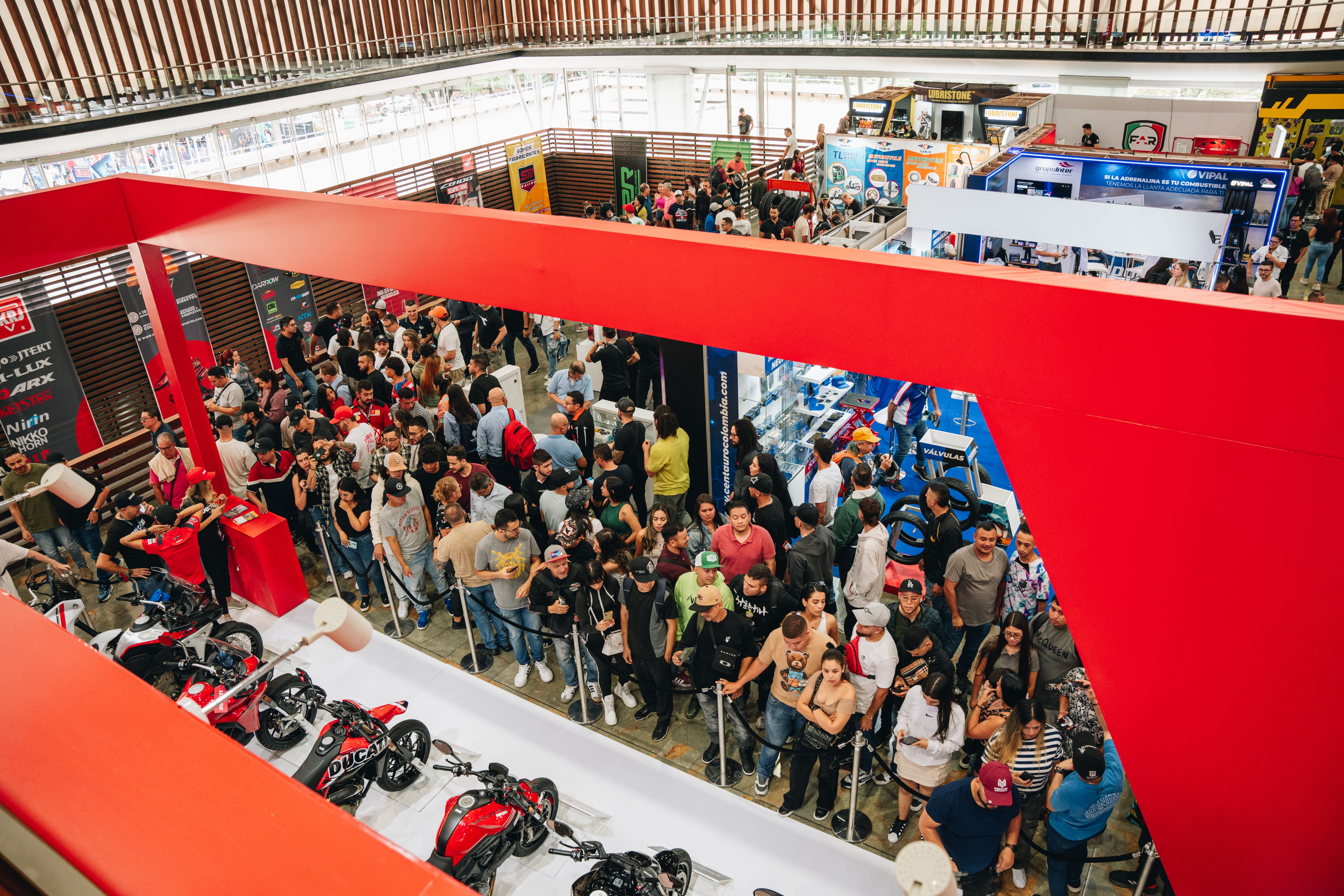
Feria de las 2 Ruedas 2024 - Caja de Madera, Plaza Mayor, Medellín

La Feria de las 2 Ruedas es un evento anual que se lleva a cabo cada mes de mayo en Medellín, Colombia, cuyo foco principal son los vehículos de dos ruedas, como motocicletas y aquellos de movilidad ligera y sostenible, así como sus accesorios, repuestos, productos y servicios relacionados con la industria. El espacio reúne a fabricantes, ensambladores, distribuidores y visitantes.
La primera edición de la feria se desarrolló en el año 2006, como una iniciativa para dinamizar la industria motociclista en Colombia. En ese momento, el país registraba un aumento en la demanda de motocicletas, lo que generó interés en crear un espacio dedicado exclusivamente a este mercado. El evento surgió con el objetivo de servir como punto de encuentro para actores del sector.
Con el paso de cada edición, la feria amplió su enfoque para incluir otros vehículos de dos ruedas, como bicicletas y patinetas eléctricas.
Según datos de la Alcaldía de Medellín, la feria ha generado un impacto económico en la ciudad, derivado de la afluencia de visitantes y la participación de expositores nacionales e internacionales. El evento contribuye a la actividad comercial y turística durante los días en que se realiza.
En sus ediciones recientes, la Feria de las 2 Ruedas ha contado con la presencia de más de 450 expositores y un número de asistentes superior a 80 mil. Las empresas participantes presentan novedades en modelos, repuestos y accesorios, mientras que los visitantes tienen acceso a información sobre las últimas ofertas del mercado.
Además de las exhibiciones comerciales, la Feria de las 2 Ruedas incluye eventos empresariales, académicos, deportivos y culturales.
La Feria de las 2 Ruedas continúa realizándose cada año en Medellín, manteniendo su enfoque en la exhibición y venta de productos relacionados con el sector. El evento forma parte del calendario de actividades empresariales y de entretenimiento de la ciudad.